# Gran Premio de Checoslovaquia de Motociclismo de 1975
El Gran Premio de Checoslovaquia de Motociclismo de 1975 fue la undécima prueba de la temporada 1975 del Campeonato Mundial de Motociclismo. El Gran Premio se disputó el 24 de agosto de 1975 en el Circuito de Brno. Un circuito que se acortó casi tres kilómetros con respecto a las ediciones anteriores.

## Resultados 500cc
Victoria del británico Phil Read que, a pesar de todo, no pudo evitar que el italiano Giacomo Agostini consiguiera su decimoquinto título mundial de su palmarés, una cifra aún no superada por ningún piloto. Read se aseguró el subcampeonato y MV Augusta el título de marcas.
| Pos. | Piloto             | Equipo        | Tiempo       | Pts. |
| ---- | ------------------ | ------------- | ------------ | ---- |
| 1    | Phil Read          | MV Agusta     | 1h 04' 23" 9 | 15   |
| 2    | Giacomo Agostini   | Yamaha        | +1' 00" 4    | 12   |
| 3    | Alex George        | Yamaha        | +1' 52" 1    | 10   |
| 4    | Karl Auer          | Yamaha        | +2' 26" 1    | 8    |
| 5    | Olivier Chevallier | Yamaha        | +2' 37"      | 6    |
| 6    | Chas Mortimer      | Maxton-Yamaha | +3' 18" 6    | 5    |
| 7    | Marcel Ankoné      | Suzuki        | +3' 33" 7    | 4    |
| 8    | Hans Braumandl     | Yamaha        | +1 Vuelta    | 3    |
| 9    | Børge Nielsen      | Yamaha        | +1 Vuelta    | 2    |
| 10   | Anssi Resko        | Yamaha        | +2 Vueltas   | 1    |
| 11   | Charlie Dobson     | Yamaha        | +2 Vueltas   |      |
| Ret  | John Williams      | Yamaha        | Ret          |      |
| Ret  | Barry Sheene       | Suzuki        | Ret          |      |
| Ret  | Pentti Korhonen    | Yamaha        | Ret          |      |
| Ret  | Peter Baláž        | Yamaha        | Ret          |      |
| Ret  | Helmut Kassner     | Yamaha        | Ret          |      |
| Ret  | Ulrich Eickmeyer   | König         | Ret          |      |
| Ret  | Bohumil Staša      | Jawa          | Ret          |      |
| Ret  | Paolo Tordi        | Yamaha        | Ret          |      |
| Ret  | Teuvo Länsivuori   | Suzuki        | Ret          |      |
| Ret  | Dick Alblas        | König         | Ret          |      |
| Ret  | Jack Findlay       | Yamaha        | Ret          |      |
| Ret  | Hans-Otto Butenuth | Yamaha        | Ret          |      |
| Ret  | Jean-Paul Boinet   | Yamaha        | Ret          |      |
| Ret  | Michael Schmid     | Rotax         | Ret          |      |
| Ret  | Horst Lahfeld      | König         | Ret          |      |
| Ret  | Piers Forrester    | Yamaha        | Ret          |      |
| Ret  | Philippe Coulon    | Yamaha        | Ret          |      |

## Resultados 350cc
En 350cc, el venezolano y flamante campeón del mundo de la categoría Johnny Cecotto no pudo acabar el Gran Premio y abrió la carrera a otros aspirantes. El que se llevó el gato al agua fue el italiano Otello Buscherini por delante del francés Olivier Chevallier y del español Víctor Palomo, que entraron en un paquete de cuatro corredores.
| Pos. | Piloto             | Moto            | Tiempo    | Pts. |
| ---- | ------------------ | --------------- | --------- | ---- |
| 1    | Otello Buscherini  | Bimota-Yamaha   | 55' 04" 6 | 15   |
| 2    | Olivier Chevallier | Yamaha          | +2" 2     | 12   |
| 3    | Víctor Palomo      | SMAC-Yamaha     | +2" 9     | 10   |
| 4    | Tom Herron         | Yamaha          | +3" 7     | 8    |
| 5    | Patrick Pons       | Yamaha          | +4" 3     | 6    |
| 6    | Alex George        | Yamaha          | +27" 6    | 5    |
| 7    | Gérard Choukroun   | Yamaha          | +27" 9    | 4    |
| 8    | Tapio Virtanen     | Yamaha          | +40" 3    | 3    |
| 9    | Karl Auer          | Yamaha          | +44" 0    | 2    |
| 10   | Pentti Korhonen    | Yamaha          | +47" 1    | 1    |
| 11   | John Dodds         | Yamaha          |           |      |
| 12   | Philippe Bouzanne  | Yamaha          |           |      |
| 13   | Peter Baláž        | Yamaha          |           |      |
| 14   | Helmut Kassner     | Yamaha          |           |      |
| 15   | Marcel Ankoné      | Yamaha          |           |      |
| 16   | Michael Schmid     | Yamaha          |           |      |
| 17   | Janos Reisz        | Yamaha          |           |      |
| 18   | Charlie Dobson     | Yamaha          |           |      |
| 19   | Pavel Vašiček      | Yamaha          |           |      |
| 20   | Jiři David         | Jawa            |           |      |
| Ret  | Jean-Paul Boinet   | Yamaha          | Ret       |      |
| Ret  | Philippe Coulon    | Yamaha          | Ret       |      |
| Ret  | János Drapál       | Yamaha          | Ret       |      |
| Ret  | Walter Villa       | Harley-Davidson | Ret       |      |
| Ret  | Michel Rougerie    | Harley-Davidson | Ret       |      |
| Ret  | Giacomo Agostini   | Yamaha          | Ret       |      |
| Ret  | Dieter Braun       | Yamaha          | Ret       |      |
| Ret  | Johnny Cecotto     | Yamaha          | Ret       |      |
| Ret  | John Dodds         | Yamaha          | Ret       |      |

## Resultados 250cc
En el cuarto de litro, triunfo de la Harley-Davidson del piloto francés Michel Rougerie, que se aseguraba el subcampeonato de la clasificación general, detrás de su compañero de equipo, el italiano Walter Villa. El galo se distanció por escasos segundos de margen, a un peligroso grupo de perseguidores, entre los que se contaban nombres prestigiosos como Otello Buscherini, el alemán Dieter Braun y el sueco Leif Gustafsson.
| Pos. | Piloto            | Moto            | Tiempo    | Pts. |
| ---- | ----------------- | --------------- | --------- | ---- |
| 1    | Michel Rougerie   | Harley-Davidson | 47' 19" 9 | 15   |
| 2    | Otello Buscherini | Yamaha          | +18" 2    | 12   |
| 3    | Dieter Braun      | Yamaha          | +34" 0    | 10   |
| 4    | Leif Gustafsson   | Yamaha          | +36" 2    | 8    |
| 5    | Patrick Pons      | Yamaha          | +38" 1    | 6    |
| 6    | Tapio Virtanen    | MZ              | +49" 0    | 5    |
| 7    | John Dodds        | Yamaha          | +49" 9    | 4    |
| 8    | Chas Mortimer     | Maxton-Yamaha   | +50" 9    | 3    |
| 9    | Bruno Kneubühler  | Yamaha          | +51" 9    | 2    |
| 10   | Harald Bartol     | Yamaha          | +53" 4    | 1    |
| 11   | Tom Herron        | Yamaha          |           |      |
| 12   | Giovanni Proni    | Yamaha          |           |      |
| 13   | Walter Villa      | Harley-Davidson |           |      |
| 14   | Hans Müller       | Yamaha          |           |      |
| 15   | Itsvan Holman     | Yamaha          |           |      |
| 16   | Bohumil Staša     | Jawa            |           |      |
| 17   | Paolo Tordi       | Yamaha          |           |      |
| 18   | Jaroslav Franc    | Jawa            |           |      |
| 19   | Janos Reisz       | Yamaha          |           |      |
| 20   | Heinz Kittler     | Yamaha          |           |      |
| 21   | Vladimir Jarolin  | Jawa            |           |      |
| 22   | Jan Novotny       | Jawa            |           |      |
| 23   | Karel Chaloupka   | Jawa            |           |      |
| 24   | Pentti Korhonen   | Yamaha          |           |      |
| Ret  | Johnny Cecotto    | Yamaha          | Ret       |      |
| Ret  | Gérard Choukroun  | Yamaha          | Ret       |      |

## Resultados 125cc
En el octavo de litro, el italiano Paolo Pileri no pudo cerrar su brillante temporada y cayó cuando iba en primera posición y había marcado la vuelta rápida. La desgracia fue aprovechada por el sueco Leif Gustafsson para llevarse el triunfo en este Gran Premio. Su compatriota Kent Andersson y el italiano Eugenio Lazzarini completaron el podio.
| Pos. | Piloto             | Moto       | Tiempo    | Pts. |
| ---- | ------------------ | ---------- | --------- | ---- |
| 1    | Leif Gustafsson    | Yamaha     | 50' 14" 3 | 15   |
| 2    | Kent Andersson     | Yamaha     | +0" 4     | 12   |
| 3    | Eugenio Lazzarini  | Piovaticci | +16" 3    | 10   |
| 4    | Bruno Kneubühler   | Yamaha     | +36" 6    | 8    |
| 5    | Harald Bartol      | Suzuki     | +1' 00" 1 | 6    |
| 6    | Johann Zemsauer    | Rotax      | +1' 35" 3 | 5    |
| 7    | Hans Müller        | Yamaha     | +2' 44" 8 | 4    |
| 8    | Peter Frohnmeyer   | Maico      | +3' 16" 4 | 3    |
| 9    | Matti Kinnunen     | Maico      | +3' 18" 2 | 2    |
| 10   | Zbyněk Havrda      | AHRA       | +1 Vuelta | 1    |
| 11   | Cees van Dongen    | Yamaha     | +1 Vuelta |      |
| 12   | Otto Krmiček       | Tatran     | +1 Vuelta |      |
| 13   | Bohuslav Vaňous    | VAB        | +1 Vuelta |      |
| 14   | Karim Hrušecky     | MZ         | +1 Vuelta |      |
| 15   | Oldřich Kába       | Jawa       | +1 Vuelta |      |
| 16   | Boris Bajc         | Maico      | +1 Vuelta |      |
| 17   | Rudolf Klement     | MZ         | +1 Vuelta |      |
| Ret  | Paolo Pileri       | Morbidelli | Ret       |      |
| Ret  | Henk van Kessel    | AGV Condor | Ret       |      |
| Ret  | Hans-Jürgen Hummel | Yamaha     | Ret       |      |
| Ret  | Pentti Salonen     | Yamaha     | Ret       |      |